# Tobago Cycling Classic 2011
Das 25. Tobago Cycling Classic fand am 2. Oktober 2011 auf der zu Trinidad und Tobago gehörenden Insel Tobago in der Karibik statt. Das Eintagesrennen war Teil der UCI America Tour 2012, in der es das erste Rennen der Saison war. Es war in der Kategorie 1.2 eingestuft. Die ersten acht Fahrer erhielten Punkte für die Rangliste der America-Tour. Das Tobago Cycling Classic 2011 war das erste internationale Radrennen in der Karibik überhaupt. Neben dem internationalen Wettbewerb standen ab dem 29. September auch noch Rennen für Kinder und die unteren Amateurklassen auf dem Programm.
Den Sieg bei der ersten Auflage des Rennens als internationaler UCI-Wettbewerb sicherte sich der Österreicher Riccardo Zoidl (RC ARBÖ Gourmetfein Wels), der im Sprint einer größeren Spitzengruppe den Belgier Nick Daems und den Deutschen Matthias Wiele auf die Plätze verwies.

## Teilnehmer
Am Start stand mit dem RC ARBÖ Gourmetfein Wels aus Österreich ein einziges Continental Team. Deutschland wurde vertreten durch das Team Jenatec und das BQ Cycling Team, zwei Amateurmannschaften. Mit Henner Rodel startete auch ein deutscher Fahrer in einem internationalen Team. Ansonsten nahmen Fahrer und Teams aus vielen unterschiedlichen Länder teil, so zum Beispiel aus Kuba oder Schweden.
| Continental Team RC ARBÖ Gourmetfein Wels 0 | Amateurmannschaften Team Trek Paso Prime Beef powered by Well Services Team Coco’s Team Rio Grande | 0 Team Vita Malt BQ Cycling Team Team 1% Team Foundation | 0 Team Jenatec Organisation of East Caribbean States Rafmon/Mecalfab Heatwave |

## Strecke und Ergebnis
Das Rennen startete in Tobagos größter Stadt Scarborough und führte die Fahrer erst einmal an die Nordküste der Insel. Schließlich ging der Weg an die Südküste und dort zurück nach Scarborough, wo noch eine Runde durch die Stadt gedreht wurde. Insgesamt standen sechs Bergwertungen auf dem Programm, eine davon maximal 20 % steil. Eine sechzehnköpfige Spitzengruppe machte das topografisch anspruchsvolle Rennen schließlich unter sich aus, wobei der Österreicher Riccardo Zoidl nach 112 Kilometern im Sprint der Schnellste war. Zuvor hatte Nick Daems lange Zeit als Ausreißer das Geschehen bestimmt, wurde aber 20 Kilometer vor dem Ziel am letzten Berg eingeholt. Später sicherte er sich neben dem Bergpreis aber auch noch den zweiten Platz im Rennen. Unter den besten Zehn fanden sich sieben deutschsprachige Fahrer – drei Österreicher und vier Deutsche.

### Ergebnis
|    | Fahrer                        | Nation      | Team                                     | Zeit         | Punkte America Tour |
| -- | ----------------------------- | ----------- | ---------------------------------------- | ------------ | ------------------- |
| 1. | Riccardo Zoidl (¢ 31,08 km/h) | Osterreich  | RC ARBÖ Gourmetfein Wels                 | 3:36:11 h    | 40                  |
| 2. | Nick Daems                    | Belgien     | Team 1%                                  | gleiche Zeit | 30                  |
| 3. | Matthias Wiele                | Deutschland | Team Jenatec                             | gleiche Zeit | 16                  |
| 4. | Patrick Konrad                | Osterreich  | RC ARBÖ Gourmetfein Wels                 | gleiche Zeit | 12                  |
| 5. | David Bartl                   | Deutschland | BQ Cycling Team                          | gleiche Zeit | 10                  |
| 6. | Benjamin Jörges               | Deutschland | BQ Cycling Team                          | gleiche Zeit | 8                   |
| 7. | Jaime Ramírez                 | Kolumbien   | Paso Prime Beef powered by Well Services | gleiche Zeit | 6                   |
| 8. | Andreas Graf                  | Osterreich  | RC ARBÖ Gourmetfein Wels                 | gleiche Zeit | 3                   |